# Kristadelfianer
Kristadelfianer (från grekiskans Αδελφών εν Χριστώ, "bröder i Kristus") är en icke-trinitarisk religiös denomination, med omstridd ställning som kristen, stiftad i USA på 1800-talet av doktor John Thomas (1805-1871). Numera har rörelsen medlemmar och kyrkor, vilka de kallar ecclesier, världen över. Det finns omkring 57 000 kristadelfianer i 120 länder. Flest finns i Storbritannien (18 000).
Kristadelfianernas officiella tidning är The Christadelphian, som har publicerats i Birmingham sedan 1864. De publicerar också en gratis tidning för studenter, Glad Tidings, sedan 1902. Den Kristadelfianska Bibliska Missionen predikar i Europa och Afrika.. 
Kristadelfianer har sedan länge vägrat att göra militärtjänst De har olika webbplatser som erbjuder kurser på engelska. Samfundet har alstrat omfattande litteratur, den fullständiga listan uppgår till omkring 750 publikationer

## Historia
Kristadelfianismen kan spåras tillbaka till doktor John Thomas, som flyttade till Amerika från England i mitten av 1800-talet. Efter ett nära skeppsbrott lovade han sig själv att ta reda på sanningen om livet och Gud genom personliga bibelstudier. Ursprungligen försökte han undvika den typ av sekterism han stött på i England. I detta fann han förståelse för den snabbt framväxande Reformationsrörelsen i USA vid den tidpunkten. Denna rörelse sökte återupprätta den nytestamentliga urkristendomen med "sola scriptura" som sanningskälla och tog avstånd från kyrkomöten, trosbekännelser och kyrkofäder som teologisk grund. Men denna liberalism ledde så småningom till missnöje för John Thomas allt eftersom han utvecklades i sin personliga övertygelse och började ifrågasätta den traditionella ortodoxa kristna tron. Under tiden han formulerade sina idéer lät han sig döpas två gånger. Han uteslöts senare ur Reformationsrörelsen och reste tillbaka till England där han författade det kateketiska verket Elpis Israel, där han summerade sin egen tolkning av Bibelns doktriner.
Ett tydligt innehåll i hans bok, var förutsägelsen att Gud skulle återupprätta en judisk stat i Palestina. Annars var innehållet i boken en vädjan om återgång till den ursprungliga trosbekännelsen av den unitariska rörelsen; de polska, holländska och engelska unitarierna från 1600- och 1700-talen hade liknande eller samma övertygelse. Men hans bok var svårläst och innehöll åsikter som vissa ansåg spekulativa, så den blev snabbt ersatt av flera andra texter, bland dem boken Vilsegången kristenhet (Christendom Astray) av en skotsk journalist, Robert Roberts.

## Trossatser
Kristadelfianernas huvudsakliga trosföreställningar är att: 
- Bibeln är Guds inspirerade ord. Inga andra skrifter ses som gudomligt inspirerade.[11]
- Jesus är den utlovade Messias/Kristus, det nya förbundets medlare. Han är Guds son, men inte Gud,[12] och existerade inte före sin födelse ("ett skapat väsen").[13]
- Kristus skall återkomma till jorden och upprätta Guds Kungarike på jorden. Guds vilja kommer då att råda på jorden, på samma sätt som i himlen.[14]
- Död är lika med medvetslöshet – de avvisar själens odödlighet och tror på villkorlig odödlighet.[15]
- Helvete betyder helt enkelt graven.[16]
- Dopet sker genom fullständig nedsänkning i vatten (av en vuxen). Man förrättar inte barndop.[17]
- Den Helige Ande betraktas inte som någon person utan som Guds aktiva kraft, som kommer till oss med Faderns godhet och Kristi kärlek.[18]
- Satan är inte någon personlig varelse utan en symbol för mänsklig ondskefullhet.

Framförallt avsaknaden av tro på Jesu preexistens och gudomlighet, men även synen på Satan, skiljer rörelsen från traditionellt kristna samfund.

## Tillbedjan
Kristadelfianer möts regelbundet för att fira brödsbrytelse till minne av Jesu död. De träffas hemma och i små samlingslokaler. Deras gudstjänster är enkla och utgör ett försök att efterlikna kristendomen från det 1:a århundradet. De har ingen central ledning och varje församling (ecclesia) är självständig.